# Gontougo
La région du Gontougo, située au nord-est de la Côte d'Ivoire, est une région ayant pour chef-lieu, la ville de Bondoukou.
Elle constitue avec la région du Bounkani, le district du Zanzan et regroupe les cinq départements de Bondoukou, Koun-Fao, Sandégué, Tanda et Transua. La région du Gontougo est administrée par un préfet, Germain François Goun, et un conseil régional présidé, depuis le 27 juin 2013, par Kossonou Kouassi Ignace.

## Population
Région cosmopolite, le Gontougo compte plus de 917 828 habitants. Les habitants historiques de la région sont les Koulangos, autochtones de la région qui seront rejoints vers 1690 par les Abrons en provenance du Ghana voisinqui ont trouvé les Nafanas déjà installé. Hormis les Koulango-Abron, l’on compte également, au titre des populations autochtones, les Gbin, les Nafana, les Dêga ainsi que les Lobi, de migration récente.
La région enregistre aussi la présence d’allogènes Sénoufos et Malinkés (originaires du Nord et du Nord-Ouest) ainsi que des ressortissants des pays de la Communauté économique des États de l'Afrique de l'Ouest (CEDEAO, notamment des Burkinabés, Maliens, Ghanéens, Mauritaniens, Togolais, Béninois, Nigériens, Nigérians  ainsi que d'autres Africains.

## Économie
Le Gontougo produit 60 % de l’igname de la Côte d’Ivoire. Toutefois, c’est l’anacarde qui constitue la principale culture industrielle de la région et sa commercialisation demeure la première économie locale. À cette culture, s’ajoutent le cacao et le café produits dans la partie sud, mais en faible quantité à cause du vieillissement du verger.
Du manganèse a été découvert dans le sous-sol de la région. Quelques multinationales s’y sont installées en vue de l’exploitation du minerai mais leur cohabitation s'avère quelque peu difficile avec les populations.
Le lancement des travaux du pont de la Comoé, en novembre 2013, apparaît comme l’opération majeure en matière d’infrastructures économiques, ces deux dernières années. Financé à hauteur de 4 milliards de FCFA, il est prévu être livré en mars 2015. Dense et varié, l’entretien du réseau routier ne reste pas moins une préoccupation majeure pour les populations. Les pistes villageoises y sont nombreuses et l’axe principal bitumé, Abidjan-Bouna, traverse le département de Bondoukou.

## Culture
Le patrimoine culturel de la région est fourni, le sacré occupant une place de choix. Presque tous les villages de la région disposent de lieux sacrés, préservés comme tels. A Sapia, par exemple, les villageois ont interdiction de pêcher les silures de la rivière Sransi, ou d’entretenir des plantations autour de ladite rivière. A Gbanhui, un autre village de la région, c’est une rivière aux caïmans (Yégbaligba) qui fait l’objet de sacralisation depuis la fondation du village. La tradition veut que cette situation ait été engendrée à la suite du décès du fils du fondateur ; décès survenu concomitamment aux massacres des premiers caïmans découverts dans cette rivière. Il y a aussi les célèbres singes sacrés de Soko, considérés comme des habitants du village. Selon la tradition, ces singes étaient à l’origine des hommes. Ils auraient été transformés en singes pour échapper à la furie du conquérant Samory Touré. Une fois Samory parti, le féticheur à l’origine de ce sortilège n’aurait pas eu le temps de les faire revenir à leur humanité qu’il mourut. Aussi, leurs descendants et autres contemporains n’ayant pas été transformés ont-ils pris la décision de protéger tous les singes de la forêt jouxtant le village. Concernant les célébrations festives, un festival de danse, d’instruments de musique et de costumes, a vu le jour, à côté de la traditionnelle fête des ignames annuelles
.